# Четвертий світ

Синім позначено: Перший світ
Червоним позначено: Другий світ
Зеленим позначено: Третій світ

Найбідніші країни світу

Четве́ртий світ — найбідніші країни світу, іноді виділяються окремо з третього світу як країни, які не розвиваються (в основному через громадянські війни).
Зарахування тієї чи іншої країни до найбідніших суб'єктивне, хоч і ґрунтується на показниках економіки.